# Jan Drohojowski (zm. 1716)
Jan Drohojowski herbu Korczak (zm. między 28 kwietnia a 20 października 1716 roku) – marszałek Trybunału Głównego Koronnego w 1691/1692 roku, kasztelan czernihowski w latach 1708–1715. Ojciec Józefa Drohojowskiego kasztelana przemyskiego.